# Kuancheng, Chengde
Kuancheng är ett autonomt härad för manchuer som lyder under Chengdes stad på prefekturnivå i Hebei-provinsen i norra Kina.